# Jani Sievinen
Jani Nikanor Sievinen (* 31. března 1974 Vihti) je bývalý finský plavec, který největších úspěchů dosáhl v polohovém závodě. Závodil za klub Nummelan Kisaajat a trénoval ho otec Esa Sievinen. Byl zvolen nejlepším finským sportovcem roku 1994.
Na olympijských hrách 1996 získal stříbrnou medaili v polohovém závodě na 200 metrů. Olympijským finalistou byl na této trati také v roce 1992, kdy skončil čtvrtý, i v roce 2000, kdy obsadil osmé místo. Na mistrovství světa v plavání vyhrál v roce 1994 polohový závod na 200 m a byl druhý na 400 m polohovce. Na mistrovství světa v plavání v krátkém bazénu získal čtyři zlaté medaile: v roce 1999 na 100 m, v roce 2000 na 200 m i 400 m a v roce 2002 na 200 m. Je pětinásobným mistrem Evropy (na polohové dvoustovce z let 1993, 1995 a 2002, na dvojnásobné trati z roku 1995 a na 200 metrů volným způsobem také z roku 1995) a osminásobným evropským šampiónem v krátkém bazénu (třikrát na polohové dvoustovce, dvakrát na dvoustovce, dvakrát ve znakařském závodě na 50 m a jednou ve štafetě).
V roce 1994 vytvořil světový rekord na 200 m polohový závod časem 1:58,16, který vydržel téměř devět let. Desetkrát překonal světový rekord v krátkém bazénu.
Kariéru ukončil v roce 2006. Působil pak jako televizní komentátor, neúspěšně kandidoval za Finskou sociálně demokratickou stranu do Evropského parlamentu.